# Míssil Vympel R-77

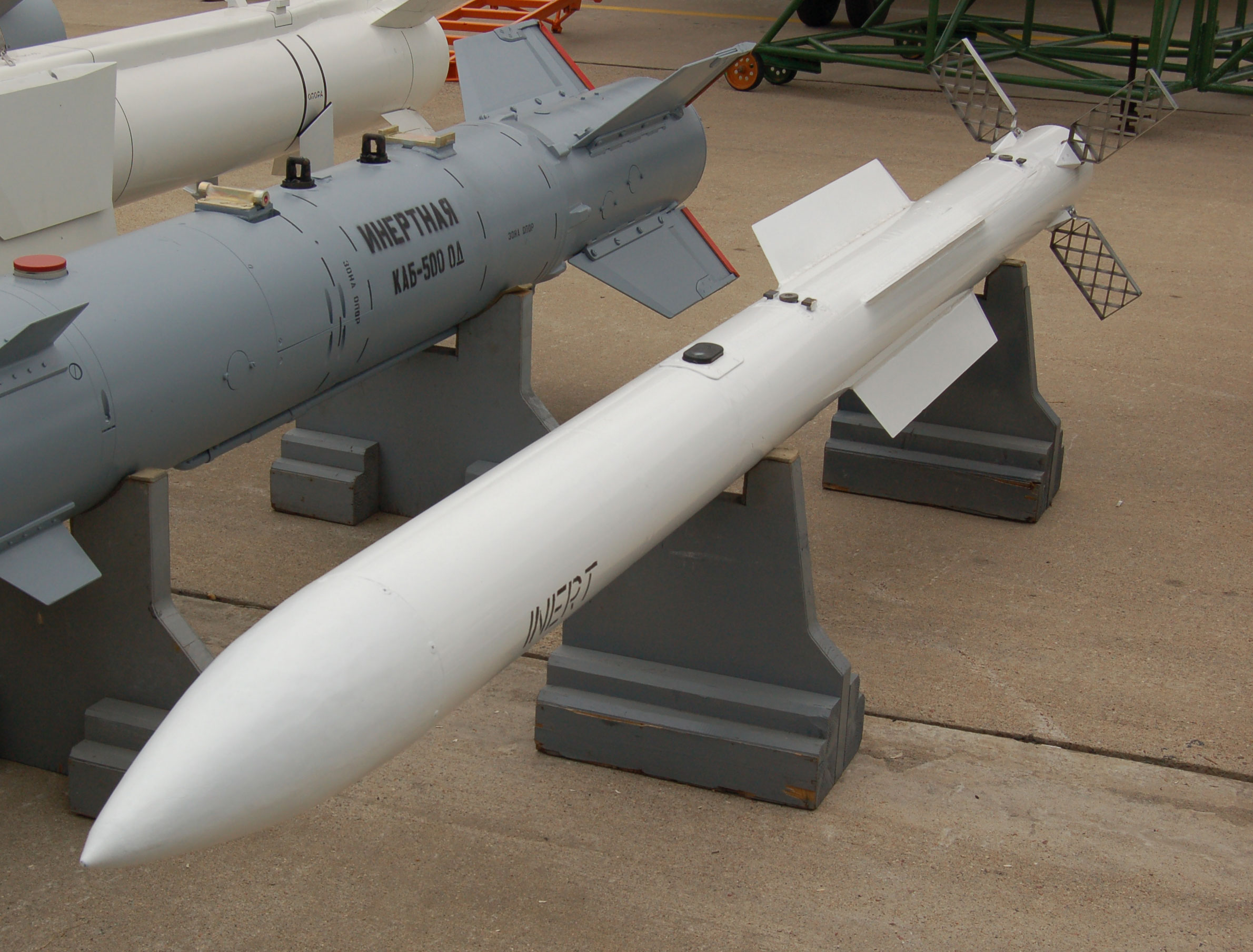
Um míssil Vympel R-77.

O míssil R-77 (RVV-AE) de origem russa, (designação da OTAN: AA-12 Adder) é um míssil guiado por radar ativo ar-ar de médio alcance.
Com 48 km de alcance e pesando 175 kg, ele foi desenvolvido pelos russos no início da década de 1990, que estavam dispostos a criar um míssil com baixo nível de detecção, grande alcance e boa capacidade de curvas para rivalizar com o AIM-120A (AMRAAM). Daí o apelido dado pelos jornalistas ocidentais, Amraamski. Com seu sistema de guiamento do tipo "lançar e esquecer" e rastreamento por radar ativo, o AA-12 Adder superou as expectativas e mostrou uma letalidade que foi um alerta para os países ocidentais.
Hoje já tem versão do R-77 com 90km de alcance, radar em matriz AESA(varredura eletrônica ativa).